# Aonium Sinus
Aonium Sinus  è una caratteristica di albedo della superficie di Marte.